# Phaenoglyphis ruficornis
Phaenoglyphis ruficornis är en stekelart som först beskrevs av Förster 1869.  Phaenoglyphis ruficornis ingår i släktet Phaenoglyphis, och familjen glattsteklar. Arten är reproducerande i Sverige.